# Robin Dunne
Pour les articles homonymes, voir Dunne.
Robin Dunne est un acteur, réalisateur et scénariste canadien, né le 19 novembre 1976 à Toronto (Ontario).
Il est connu pour son rôle dans la série télévisée Sanctuary.

## Biographie

### Carrière
Robin Dunne naît le 19 novembre 1976 à Toronto, en Ontario. Il est, depuis qu'il est enfant, fan de la saga Star Wars qui l'incite à devenir acteur. 
Ses débuts sont difficiles, et s'il tourne notamment avec Ryan Reynolds, il apparaît dans des séries comme NCIS : Enquêtes spéciales. 
Il devient bientôt un personnage culte de la télé lorsqu'il joue l'un des premiers rôles dans la série Sanctuary, rôle que lui propose son ami Martin Wood qui cherche des acteurs pour sa nouvelle série. Après des mois de travail sur la série, celle-ci sort sur Syfy. Robin Dunne devient célèbre, joue avec une grande actrice ayant déjà sa place à la télé, Amanda Tapping et participe à de nombreuses conventions comme la Halfway Convention en France ou encore à la Comic Con de San Diego.

### Vie privée
En 2002, il se marie à Heidi Lenhart, et divorce en 2005. En 2016, il se marie à Farrah Aviva.

## Filmographie

### Acteur

#### Films
- 1995 : Jungleground de Don Allan : le beau gosse
- 1998 : Big Hit de Kirk Wong : Gump
- 1998 : Strike!  de Sarah Kernochan : Todd Winslow
- 1998 : The Fence  de Jake Fry : Tomas
- 1999 : Teenage Space Vampires de Martin Wood : Bill Swenson
- 2000 : Sexe Intentions 2 de Roger Kumble : Sebastian Valmont (vidéo)
- 2001 : À la frontière du cœur (Borderline Normal) de Jeff Beesley : Jeremy Walling
- 2002 : The Skulls : Société secrète de Joe Chappelle : Ryan Sommers (vidéo)
- 2002 : American Psycho 2: All American Girl de Morgan J. Freeman : Brian
- 2002 : The Circle de Sidney J. Furie : Alex Desineau
- 2003 : The Snow Walker de Charles Martin Smith : Carl
- 2004 : La Mutante 3 de Brad Turner : Dean (vidéo)
- 2005 : Just Friends de Roger Kumble : Ray
- 2008 : Jack and Jill vs. the World de Vanessa Parise : Gary / Ignatius le clown philosophe
- 2012 : Space Milkshake d"Armen Evrensel : Jimmy
- 2013 : Three Days in Havana de Gil Bellows et Tony Pantages : Benny
- 2013 : Torment de Jordan Barker : Cory Morgan
- 2013 : Atomic Apocalypse (Supercollider) de Jeffery Scott Lando : Victor Susskind
- 2016 : A.R.C.H.I.E. de lui-même : Paul
- 2017 : The Adventure Club de Geoff Anderson : Martin
- 2017 : Devil in the Dark de Tim Brown : Adam
- 2017 : John Lives Again d’Anthony Furey : Taylor
- 2017 : Welcome to Nowhere de lui-même : Matt
- 2018 : A.R.C.H.I.E. 2 de lui-même : Paul
- 2018 : Altered Skin d’Adnan Ahmed : Craig

#### Séries télévisées
- 1994 : Side Effects : Mark Edwards (saison 1, épisode 6)
- 1995 : Les Contes d'Avonlea : le jeune richard (saison 6, épisode 3)
- 1995 : Side Effects : Matthew Barkin (4 épisodes)
- 1995 : My Life as a Dog : Kris Johansson (saison 1, épisode 5)
- 1996 : Kung Fu, la légende continue (Kung Fu: The Legend Continues) : Rick (saison 4, épisode 9)
- 1996 : Les Aventures de Sinbad (The Adventures of Sinbad) : Prince Casib (2 épisodes)
- 1996-1997 : Ready or Not : Gregory (2 épisodes)
- 1997 : Psi Factor, chroniques du paranormal (Psi Factor: Chronicles of the Paranormal) : Darren (saison 1, épisode 13)
- 1997 : Les Aventures de Shirley Holmes (The Adventures of Shirley Holmes) : Alan Brooks (saison 1, épisode 5)
- 1998 : Mythic Warriors: Guardians of the Legend : Perseus / un villageois (2 épisodes)
- 1998 : The Mystery Files of Shelby Woo : Blade (saison 4, épisode 6)
- 1998-1999 : Les Enfants de Plumfield : Franz Bhaer (16 épisodes)
- 1999-2000 : Dawson : A.J. Moller (4 épisodes)
- 2002 : As if : Alex (7 épisodes)
- 2004 : Dead Like Me : Thomas 'Trip' Hesberg III (2 épisodes)
- 2005 : Les Experts : Miami : Hayden Cruise (saison 4, épisode 19)
- 2007 : Sanctuary : Dr Will Zimmerman (8 épisodes)
- 2007 : NCIS : Enquêtes spéciales : le lieutenant Joseph Marsden (saison 5, épisode 3)
- 2008-2011 : Sanctuary : Dr Will Zimmerman / Capitaine Jack Zimmerman (59 épisodes)
- 2013-2014 : Defiance : Niko / Kai (5 épisodes)
- 2014 : Relationsh*t (5 épisodes)
- 2016 : Inhuman Condition : Graham Wheeler (10 épisodes)
- 2017 : Les Enquêtes de Murdoch (The Murdoch Mysteries) : Franklin Williams (2 épisodes)
- 2020 : October Faction : Woody Markham (5 épisodes)

#### Téléfilms
- 1994 : Against Their Will: Women in Prison de Karen Arthur : Scott
- 1995 : Love and Betrayal: The Mia Farrow Story de Karen Arthur : Fletcher
- 1995 : Brothers' Destiny de Dean Hamilton : Clay Berry
- 1996 : Une autre façon d’aimer (A Husband, a Wife and a Lover) de Ted Kotcheff : Bruce
- 2000 : Trapped in a Purple Haze de Eric Laneuville : Brian Hanson
- 2001 : The Wandering Soul Murders de Brad Turner : Eric Matthews
- 2001 : Instincts criminels (A Colder Kind of Death) de Brad Turner : Eric Matthews
- 2001 : Un amour infini (Jewel) de Paul Shapiro : Wilman Hilburn, âgé de 18-26 ans
- 2001 : Au Pair II de Mark Griffiths : Michael Hausen
- 2001 : Cruelle séduction (Class Warfare) de Richard Shepard : Richard Ashbury
- 2002 : Roughing It de Charles Martin Smith : Samuel Clemens, jeune
- 2003 : Hemingway vs. Callaghan de Michael DeCarlo : Morley Callaghan, jeune
- 2005 : Code Breakers de Rod Holcomb : Trager
- 2007 : The Dark Room de Bruce McDonald : Philip Russell
- 2009 : La Créature de Sherwood (Beyond Sherwood Forest) de Peter DeLuise : Robin des Bois
- 2012 : Ma famille bien-aimée (The Good Witch's Destiny) : Drew
- 2013 : Scarecrow de Sheldon Wilson : Aaron
- 2013 : Si Noël m'était conté (The Twelve Trees of Christmas) : Tony Shaughnessy
- 2015 : Aurora Teagarden : Le Club des amateurs de meurtre (Real Murders: An Aurora Teagarden Mystery) de Martin Wood : Robin Daniels
- 2015 : Asteroid impact (Meteor Assault) de Jason Bourque : Bill
- 2015 : Les Douze Cadeaux de Noël (On The Twelfth Day Of Christmas) de Harvey Crossland : Mitch O'Grady
- 2016 : La Mélodie de Noël (Sound of Christmas) de Harvey Crossland : Brad Evans
- 2018 : Aurora Teagarden : Meurtre au cinéma (Last Scene Alive: An Aurora Teagarden Mystery) de Martin Wood : Robin Daniels
- 2019 : The Christmas chalet (Le Chalet de Noel) Jack Manning
- 2020 : Beauté tragique (His Fatal Fixation) de Stuart Archer : Michael Marlowe
- 2021 : Sur la piste de Noël (Christmas Movie Magic) de Robert Vaughn : Walter Andrews, jeune

### Réalisateur

#### Films
- 2016 : A.R.C.H.I.E. de lui-même
- 2017 : Welcome to Nowhere de lui-même
- 2018 : A.R.C.H.I.E. 2 de lui-même

#### Séries télévisées
- 2011 : Sanctuary : Dr Will Zimmerman / Capitaine Jack Zimmerman (saison 4, épisode 6 : Homecoming)
- 2014 : Relationsh*t (2 épisodes)
- 2019 : Gamer's Paradise (4 épisodes)

#### Téléfilm
- 2018 : Un Noël sous les projecteurs (Entertaining Christmas)

### Scénariste

#### Films
- 2016 : A.R.C.H.I.E. de lui-même
- 2017 : The Adventure Club de Geoff Anderson
- 2017 : Welcome to Nowhere de lui-même
- 2018 : A.R.C.H.I.E. 2 de lui-même

#### Séries télévisées
- 2014 : Relationsh*t (5 épisodes)
- 2019 : Gamer's Paradise (2 épisodes)

#### Téléfilms
- 2007 : Roxy Hunter et le Mystère du fantôme grognon (Roxy Hunter and the Mystery of the Moody Ghost) d’Eleanore Lindo
- 2008 : Roxy Hunter et le Secret du Shaman (Roxy Hunter and the Secret of the Shaman) d’Eleanore Lindo et Terry Shakespeare
- 2008 : Roxy Hunter et le Halloween de l’horreur (Roxy Hunter and the Horrific Halloween) d’Eleanore Lindo
- 2008 : Roxy Hunter et le Mythe de la sirène (Roxy Hunter and the Myth of the Mermaid) d’Eleanore Lindo
- 2015 : Les Douze Cadeaux de Noël (On The Twelfth Day Of Christmas) de Harvey Crossland